# Simplemente vivir
Simplemente vivir é uma telenovela mexicana, produzida pela Televisa e exibida em 1968 pelo Telesistema Mexicano.

## Elenco
- Chela Castro
- David Reynoso
- Guillermo Rivas
- Chela Nájera